# Критерій Ліндеманна
Критерій Ліндеманна — формула, за якою можна оцінити температуру плавлення твердих тіл, виходячи з припущення, що плавлення відбувається тоді, коли амплітуда коливань атомів сягає десятої долі періоду кристалічної ґратки
{\displaystyle T_{m}={\frac {4\pi ^{2}mc_{L}a^{2}}{k_{B}}}},
де {\displaystyle m} — маса атомів твердого тіла, {\displaystyle a} — період кристалічної ґратки, {\displaystyle k_{B}} — стала Больцмана, {\displaystyle c_{L}} — стала Ліндеманна, що повинна бути за теорією Ліндеманна однаковою для всіх кристалічних ґраток одного типу.
Критерій передбачає температури плавлення простих кристалів із помірним успіхом. Все ж, незважаючи на малу точність, він може служити непоганою оцінкою температури плавлення і величини атомних коливань, при якій починають рватися хімічні зв'язки.

## Послання на джерела
1. ↑  Lindemann FA (1910). The calculation of molecular vibration frequencies. Phys. Z. 11: 609—612.